# 1663
Епоха великих географічних відкриттів •  Ганза •  Річ Посполита •  Запорозька Січ •  Руїна

## Геополітична ситуація
Османську імперію очолює Мехмед IV (до 1687). Під владою османського султана перебувають Близький Схід та Єгипет, Середземноморське узбережжя Північної Африки, частина Закавказзя, значні території в Європі: Греція, Болгарія та Сербія. Васалами османів є Волощина та Молдова.
Священна Римська імперія — наймогутніша держава Європи. Її територія охоплює, крім німецьких земель, Угорщину з Хорватією, Богемію, Північну Італію. Її імператор — Леопольд I Габсбург (до 1705).
Габсбург Філіп IV Великий є королем Іспанії (до 1665). Йому належать Іспанські Нідерланди, південь Італії, Нова Іспанія, Нова Гранада та Нова Кастилія в Америці, Філіппіни. Королем Португалії проголошено Альфонса VI, хоча Іспанія це проголошення не визнає. Португалія має володіння в Бразилії, в Африці, в Індії, в Індійському океані й Індонезії.
Північ Нідерландів займає Республіка Об'єднаних провінцій. Вона має колонії в Північній Америці, Індонезії, на Формозі та на Цейлоні. Король Франції — Людовик XIV (до 1715). Король Англії — Карл II Стюарт (до 1685). Англія має колонії в Північній Америці та на Карибах. Король Данії та Норвегії — Фредерік III (до 1670), король Швеції — Карл XI (до 1697). На Апеннінському півострові незалежні Венеціанська республіка та Папська область. Королем Речі Посполитої є Ян II Казимир (до 1668).
Царем Московії є Олексій Михайлович (до 1676). Козацьку державу на Правобережжі очолює Павло Тетеря, на Лівобережжі — Іван Брюховецький. На півдні України існує Запорозька Січ. Існують Кримське ханство, Ногайська орда.
В Ірані правлять Сефевіди.
Значними державами Індостану є Імперія Великих Моголів, в якій править Аурангзеб, Біджапурський султанат, султанат Голконда, Віджаянагара. У Китаї править Династія Цін. У Японії триває період Едо.

## Події

### В Україні
- Після зречення Юрія Хмельницького козацьким гетьманом став Павло Тетеря.
- На Правобережній Україні спалахнуло промосковське повстання Паволоцького полку під проводом Івана Поповича, Павло Тетеря повстання придушив. Самого Поповича страчено.
- 28 червня у Ніжині відбулася козацька «Чорна рада», на якій гетьманом Лівобережної України обрано промосковськи орієнтованого Івана Брюховецького.
- У Борзні страчено Якима Сомка, Василя Золотаренка та інших козацьких ватажків, яких звинуватили в зносинах із Юрієм Хмельницьким.

### У світі
- Мідний бунт у Москві завершився. Мідний рубель вилучено з обігу. Розслідування не змогло виявити ініціаторів заворушень.
- Австро-турецька війна (1663—1664):
  - 20 січня, перед загрозою османського нашестя на Балкани, імператор Священної Римської імперії Леопольд І скликав у Регенсбурзі сейм (рейхстаг).
  - 17 квітня Османська імперія оголосила війну Священній Римській.
  - 25 вересня османські війська взяли фортецю Нове Замки.
- Англійський король Карл II дарував королівську хартію Кароліні й розділив її на 8 володінь. Королівську хартію отримав також Род-Айленд.
- В Англії почали карбувати гінею — золоту монету номінальною вартістю 21 шилінг.
- До Канади прибули перші «дочки короля».
- Завершилася чотирирічна війна нідерландських поселенців із делаварами.
- Португальські війська за підтримки англійців відбили іспанське вторгнення в країну.
- Карибські пірати захопили й розграбували Кампече.
- Нідерландці захопили у португальців місто Кочі в Індостані.
- Нідерландські мореплавці відкрили острови Принца Едварда.

## Наука та культура
- У Франції засновано Академію надписів та красного письменства.
- У Франції запроваджено Римську премію — стипендію для вивчення мистецтва.
- У Лондоні відкрито Королівський театр на Друрі-Лейн.
- Роберт Гук виявив, що корок складається з маленьких комірок, які він назвав cells (в українській термінології клітина).

## Народились
див. також Категорія:Народились 1663
- 31 серпня — Ґійом Амонтон, французький фізик

## Померли
див. також Категорія:Померли 1663